# 小行星1703
小行星1703（1703 Barry）是一颗绕太阳运转的小行星，为主小行星带小行星。该小行星于1930年9月2日发现。
該小行星以德國天文學家羅傑·巴瑞（Roger Barry）命名。

## 轨道参数
小行星1703的轨道半长轴为2.2149604 UA，离心率为0.171。